# Individuelle Förderung
Individuelle Förderung ist ein umfassendes Konzept schulischen Handelns, dem eine am einzelnen Schüler orientierte pädagogisch-didaktische Haltung zugrunde liegt.

## Überblick
Individuelle Förderung ist ein politischer Begriff, dem keine einheitlich anerkannte Definition zugrunde liegt – wesentliches Merkmal ist die schülerzentrierte Sichtweise.
Im Mittelpunkt der individuellen Förderung stehen die Kinder, die als Persönlichkeiten wertgeschätzt werden. Entsprechend ihrer Lernausgangslagen werden sie so gefördert, dass sie ihre Begabungen, Fähigkeiten und Kompetenzen bestmöglich entfalten und somit den bestmöglichen Bildungserfolg erzielen können. Dabei geht es nicht darum, jedes Kind und jeden Jugendlichen einzeln – im Sinne von „gesondert“ – zu unterrichten. Individuelle Förderung bedeutet die Schaffung von Lernsituationen, in denen die Schüler ihre Kompetenzen aktiv entwickeln, Verantwortung für ihren Lernprozess übernehmen und ihren Lernfortschritt erkennen und reflektieren können – ohne dabei den Klassenverband zu verlassen. Einen Orientierungspunkt für die Schülerleistung bieten dabei Mindeststandards oder vergleichbare Zielformulierungen, die aber nicht von allen zur gleichen Zeit und auf dem gleichen Weg erreicht werden müssen. Statt der Klasse als homogener Einheit stehen die Schüler als Subjekte ihres Lernens im Vordergrund.

## Entwicklung
Das Thema individuelle Förderung hat seine Wurzeln in der Reformpädagogik, die ebenfalls das einzelne Kind ins Zentrum ihrer Überlegungen und didaktischen Konzepte gestellt hat. Der Deutsche Bildungsrat hat diesen Gedanken im Strukturplan für das Bildungswesen von 1970 aufgegriffen. Bereits in der Debatte der 1970er Jahre war das Thema der inneren Differenzierung (Binnendifferenzierung) mit der Frage nach Chancengerechtigkeit verbunden.
Heute wird individuelle Förderung vor allem im Kontext des Heterogenitätsdiskurses und des Diskurses über Bildungschancen und soziale Herkunft thematisiert. Das Forum Bildung hat im Rahmen seiner Empfehlungen zur Reform des Bildungssystems von 2001 den Begriff individuelle Förderung geprägt und ursprünglich mit der politischen Forderung nach Einführung der Ganztagsschule verknüpft. Individuelle Förderung gelingt aber in Ganztagsschulen nicht automatisch besser – sie muss vielmehr als unabhängig von etwaigen Schulstrukturreformen verstanden werden.
Die Forderung nach mehr individueller Förderung wird vornehmlich von den Ergebnissen internationaler Leistungsstudien einerseits und denen von Schulsystemvergleichen andererseits abgeleitet. Auch wenn die Forschung zur Wirksamkeit individueller Förderung noch eher spärlich ist, wird diese in ihrer grundsätzlichen Bedeutung nicht hinterfragt: Für Hilbert Meyer ist individuelles Fördern ein Gütekriterium guten Unterrichts, und auch Andreas Helmke nennt Individualisierung im Rahmen des Umgangs mit Heterogenität als Indikator für Unterrichtsqualität.
In der Sonderpädagogik hat individuelle Förderung schon lange einen hohen Stellenwert, an Förderschulen ist sie zumeist fester Bestandteil der Schul- und Unterrichtskultur. Insbesondere im Zusammenhang mit der in der UN-Behindertenrechtskonvention geforderten Inklusion gewinnt individuelle Förderung nun auch für Regelschulen an Bedeutung.

## Aktuelle Situation in Deutschland
Individuelle Förderung ist in den Gesetzen und Erlassen vieler Bundesländer verankert. In Nordrhein-Westfalen ist individuelle Förderung als einklagbares Recht in das Schulgesetz aufgenommen worden, Niedersachsens Schulgesetz greift auf, dass individuelle Förderung begabungsgerecht ermöglicht werden soll. Baden-Württemberg hat individuelle Förderung 2007 zum Leitthema seiner Bildungspolitik gemacht.
In der Praxis steckt die Umsetzung von individueller Förderung aber vielerorts noch in den Kinderschuhen. Während sich feststellen lässt, dass das Thema der individuellen Förderung als zunehmend bedeutend wahrgenommen wird, „gelingt es den Lehrern und Lehrerinnen … nur sehr zögerlich, eine Lernkultur zu entfalten und eine Lernumgebung zu schaffen, die individuelle Förderung ermöglicht“.
Das mag daran liegen, dass eine nachhaltige Umstellung auf individuelle Förderung grundlegende Veränderungen in allen Bereichen einer Schule notwendig macht. Im Unterricht sind über die aus der Reformpädagogik bekannten, schülerorientierten und -aktivierenden Ansätze hinaus mehrere Faktoren nötig, um eine strukturierte Lernumgebung zu schaffen, die es dem Lehrer ermöglicht, besser auf einzelne Schüler einzugehen, und den Schülern ermöglicht, eigenverantwortlich zu lernen. Lehrer brauchen zum Beispiel Diagnosekompetenzen und -verfahren, um die Förderbedarfe und Potenziale aller Kinder und Jugendlichen erkennen zu können. Sie brauchen Kenntnisse über Formen und Verfahren, Methoden und Instrumente der Individualisierung. Dazu gehören Kenntnisse über Lernarrangements, die Bedeutung des gestalteten Raumes, über Feedbackverfahren, über eine veränderte Leistungsdokumentation und -bewertung.
Die notwendigen Veränderungen sind eine Frage der Schulentwicklung und müssen schulübergreifend beschlossen und umgesetzt werden. Gehen Initiativen nur von einzelnen Lehrern aus und werden sie nicht organisatorisch und systematisch verankert, kann individuelle Förderung nur begrenzt Wirkung entfalten. In der länderübergreifenden Fallstudie des EU-MAIL Projekts beobachteten die Fachgruppen für Deutschland, dass die Individualisierung des Lernens an keiner der Schulen des Projektes entsprechend der Zielvorstellungen realisiert wurde. Die nordischen sowie die englischen Experten nannten als erschwerende Arbeitsbedingungen „fehlende Mittel zur gezielten sprachlichen Förderung der hohen Zahl an Schülern mit Migrationshintergrund, große Klassen und fehlende Teamarbeit bzw. den Mangel an fachlichem Austausch in Kollegien.“ Die internationalen Experten beobachteten zugleich bei den deutschen Lehrern ein wesentlich ausgeprägteres Repertoire an Methoden als bei Lehrern in den anderen Ländern.

## Individuelle Förderung und Konstruktivismus
Das Prinzip der individuellen Förderung korrespondiert mit der konstruktivistischen Auffassung des Lernens (vgl. konstruktivistische Didaktik), nach der Wissen nicht vermittelt, sondern nur in Selbstorganisation aufgebaut werden kann, das Lernen mithin als aktiver Prozess maßgeblich vom Individuum und seiner Konstruktion von Welt und Wirklichkeit bestimmt wird. Aufgabe des Lehrenden ist es nach dieser Sichtweise vor allem, stimulierende Lernangebote bereitzustellen und die Lernenden auf ihrem individuellen Lernweg zu unterstützen.

## Kritik
Es gibt auch kritische Stimmen zu der Forderung nach individueller Förderung in heterogenen Klassen, wenn sie mit besonders hohen Ansprüchen hervorgebracht wird. Beate Wischer wirft in einer kritischen Betrachtung schulpädagogischer Erwartungen die Frage auf, wie mit der festzustellenden erheblichen Diskrepanz zwischen den im schulpädagogischen Diskurs formulierten Ansprüchen und der konkreten Unterrichtspraxis umzugehen ist, die sowohl hinsichtlich der Einstellungen als auch des methodisch-didaktischen Umgangs mit heterogenen Lerngruppen besteht. Sie kommt zu dem Schluss, dass im geführten Diskurs häufig eines übersehen wird: „Eine Orientierung der Anforderungen an dem individuellen Entwicklungsstand [der Lehrer]“. Diese Orientierung würde beinhalten, dass die Heterogenität der Lehrerschaft berücksichtigt würde – und letztlich dazu führen, „eine Strategie der kleinen Schritte“ einzuschlagen, bei der stärker das vorhandene Wissen der Lehrer berücksichtigt wird.